# Blockbustaz
Blockbustaz (Untertitel: Willkommen in der Hood) ist eine deutsche Comedyserie, die von ZDFneo ausgestrahlt wird. Die Pilotfolge wurde am 28. August 2014 gesendet. Die erste Staffel folgte 2016, die Erstausstrahlung der zweiten Staffel erfolgte 2018.

## Handlung
Der arbeitslose Sol wohnt in Köln-Chorweiler in einer typischen Hochhaussiedlung und wartet darauf, als Rapper durchzustarten. Sol lebt meist in den Tag hinein und hängt mit seinem Freund Hardy herum, anstatt sich Arbeit zu suchen. Er wird an seinem 30. Geburtstag von seiner Mutter vor die Tür gesetzt und zieht mit seiner Freundin Jessica zusammen in eine Wohnung zwei Etagen tiefer, wodurch die Ausgangssituation der Serie entsteht.

## Figuren
- Sol Berger ist 30 Jahre alt, arbeitslos und hat in seinem Leben wenig erreicht. Er spielt  Playstation, kifft und rappt. Er ist nie um eine Ausrede verlegen, kommt damit aber selten durch.
- Jessica ist die Freundin von Sol. Sie versucht die beiden durch mehrere Nebenjobs über Wasser zu halten. So arbeitet sie unter anderem in einem Schnellimbiss und hilft älteren Nachbarn. In der letzten Episode der ersten Staffel trennt sie sich von Sol und hat ab der zweiten Staffel eine Anstellung als Sekretärin bei Herrn Küppers. Außerdem kümmert sie sich noch um ihre jüngere Schwester Lisa und ihren zweijährigen Neffen Jeremy, da ihr Vater ständig betrunken ist.
- Hardy, der Sohn einer Prostituierten, ist der beste Kumpel von Sol und besitzt eine Pizzeria im Erdgeschoss. Durch Hehlerei bessert er seinen Verdienst auf. Auf dem Hochhausdach züchtet er Hanfpflanzen.
- Madita Berger ist die Mutter von Sol. Oft kocht sie für das junge Paar mit. Sie ist ebenfalls arbeitslos und versucht, online einen Mann zu finden. So lernt sie einen Polizisten kennen, der bei ihr einzieht.
- Ronald Meissner ist der Vater von Jessica und Lisa. Er ist ständig betrunken und verpfändet für ein Bier selbst Jeremy.
- Lisa ist die 17-jährige Schwester von Jessica, die das Stereotyp „Hartz-IV-Göre“ voll erfüllt: sie kaut ständig Kaugummi, spricht im Ghetto-Slang und kennt keine komplizierten Wörter. Ihr Traumberuf ist Prostituierte.
- Jeremy ist der Sohn von Lisa, der erst mit zwei Jahren seine ersten Worte sprechen konnte. Zunächst glauben alle, er sei der kleine Bruder von Jessica und Lisa.
- Herr Bulut ist der penetrante türkische Hausmeister des Blocks. Er spielt gern den harten Kerl. Zuhause hat seine zum Islam konvertierte deutsche Frau die Hosen an, und sein Sohn Deniz hat wenig Respekt vor ihm und stiehlt die Handys seiner Mitschüler.
- Herr Küppers ist der Hausverwalter des Sozialwohnungsblockes. Er spricht in einem Kölner Dialekt.
- Hella ist Maditas Nachbarin und Freundin, die ihr Geld durch Telefonsex verdient.

## Besetzung
| Schauspieler                     | Rolle           | Hauptrolle (Folgen) | Nebenrolle (Folgen) |
| -------------------------------- | --------------- | ------------------- | ------------------- |
| Eko Fresh                        | Sol Berger      | 1.01–               |                     |
| Joyce Ilg                        | Jessica         | 1.01–               |                     |
| Sascha Reimann (alias Ferris MC) | Hardy           | 1.01–               |                     |
| Martina Eitner-Acheampong        | Madita Berger   | (Pilot)             | 1.01–               |
| Aykut Kayacik                    | Herr Bulut      | (Pilot)             | 1.01–               |
| Andreas Hoppe                    | Ronald Meissner |                     | 1.01–               |
| Cosima Henman                    | Lisa            |                     | 1.01–               |
| Kida Khodr Ramadan               | Volkan          |                     | 1.01–               |
| Ilgar Khanikov                   | Nachbar         |                     | 2.07– 2.09- 2.10    |
| Levin Allin                      | Deniz Bulut     |                     | 1.01–               |
| Tina Ruland                      | Barbara Bulut   |                     | 1.01–               |

## Produktion und Ausstrahlung
Die Pilotfolge wurde im Rahmen des ZDFneo TVLab 2014 am 28. August 2014 ausgestrahlt. Hierbei können die Zuschauer abstimmen, welches Format produziert werden soll. Nachdem Blockbustaz die meisten Stimmen erhalten hatte, wurde am 29. August 2014 die Produktion einer Staffel bekannt gegeben. Gedreht wurde 2015 von Ende Juli bis Anfang September in Köln. Ab dem 22. März 2016 wurde die erste Staffel auf ZDFneo ausgestrahlt, die bei der Erstausstrahlung im Schnitt von 300.000 Zuschauern gesehen wurde.
Am 12. Juli 2016 wurde die Produktion einer zweiten Staffel bestätigt, die ursprünglich 2017 gesendet werden sollte. Im Mai 2017 wurde mitgeteilt, dass die zweite Staffel zwölf Folgen umfassen und bis August 2017 gedreht wird. Der 11. August 2017 wurde auf der offiziellen Facebook-Seite der Serie als letzter Drehtag bekannt gegeben.

## Episodenliste
| Staffel | Episodenanzahl | Deutschsprachige Erstausstrahlung | Deutschsprachige Erstausstrahlung |
| Staffel | Episodenanzahl | Staffelpremiere                   | Staffelfinale                     |
| ------- | -------------- | --------------------------------- | --------------------------------- |
| 0       | 1              | 28. August 2014                   | 28. August 2014                   |
| 1       | 6              | 22. März 2016                     | 26. April 2016                    |
| 2       | 12             | 27. März 2018                     | 12. Juni 2018                     |

### Staffel 0
| Nr. (ges.) | Nr. (St.) | Originaltitel                       | Erstausstrahlung D | Regie             | Drehbuch        |
| --- | --------- | ----------------------------------- | ------------------ | ----------------- | --------------- |
| 1 | 1         | Willkommen in der Hood (Pilotfolge) | 28. Aug. 2014      | Jan Markus Linhof | Niklas Hoffmann |
| Madita teilt ihrem Sohn Sol an seinem 30. Geburtstag mit, dass er ausziehen soll, damit ihr neuer Freund, den sie online kennengelernt hat, bei ihr wohnen könne. Eine Wohnungsbesichtigung hat sie ihm bereits terminiert. Am Ende sieht Sol ein, dass eine eigene Wohnung Vorteile für beide bringt, und zieht mit seiner Freundin Jessica in eine Wohnung zwei Etagen unter der seiner Mutter ein. Leider ist dies für Madita zu spät, da sie sich mit ihrer Internetbekanntschaft zerstritten hat. |           |                                     |                    |                   |                 |

### Staffel 1
| Nr. (ges.) | Nr. (St.) | Originaltitel | Erstausstrahlung D | Regie             | Drehbuch                         | Zuschauer (ZDFneo) | Gaststar                    |
| --- | --------- | ------------- | ------------------ | ----------------- | -------------------------------- | ------------------ | --------------------------- |
| 2 | 1         | Arbeit        | 22. März 2016      | Jan Markus Linhof | Niklas Hoffmann                  | 280.000            | –                           |
| Die Miete muss bezahlt werden und gerade jetzt kommt die Agentur für Arbeit Sols falscher Arbeitsunfähigkeit auf die Schliche und streicht diese. So muss Sol einen Aushilfsjob als Hausmeister im Block annehmen, doch er macht mehr kaputt, als er repariert. Da Ronald Jeremy gegen Bier verpfändet und nun Jessica und Sol arbeiten, muss das Bällebad eines schwedischen Möbelhauses als Kindertagesstätte herhalten. |           |               |                    |                   |                                  |                    |                             |
| 3 | 2         | Eltern        | 29. März 2016      | Jan Markus Linhof | Niklas Hoffmann                  | 090.000            | Jürgen Drews, Leslie Malton |
| Das Jugendamt will Jeremy und Lisa in einem Heim unterbringen. Jessica und Sol sollen innerhalb einer Woche zeigen, dass sie die Vormundschaft für beide übernehmen können. Natürlich geht dies schief und der Betreuer kommt unangekündigt früher vorbei. Nachdem Lisa ihn mit Sex besticht, dürfen die beiden aber bei Jessica und Sol bleiben. Hardy erhält unterdessen Besuch von seiner Mutter (Leslie Malton), einer Edelprostituierten. Bevor sie heimlich wieder verschwindet, erfährt er, dass Jürgen Drews sein Vater ist. |           |               |                    |                   |                                  |                    |                             |
| 4 | 3         | Versicherung  | 5. Apr. 2016       | Jan Markus Linhof | Niklas Hoffmann                  | 360.000            | Moritz Bleibtreu            |
| Sol hat Zahnschmerzen. Die Behandlung kann er sich nicht leisten, doch Hardy leiht ihm eine gekaufte private Krankenkassenkarte, mit der er sich Goldzähne machen lässt. Die Karte macht im Block die Runde und Sol jagt ihr nach. Es stellt sich heraus, dass sie dem „Alphatier“ (Moritz Bleibtreu), einem Plattenboss und Sols Idol, gehört. Um ihre Schulden zu bezahlen, müssen Hardy und Sol ihm ihre gesamten Hanfpflanzen überlassen. |           |               |                    |                   |                                  |                    |                             |
| 5 | 4         | Muckibude     | 12. Apr. 2016      | Jan Markus Linhof | Jakob Schreier, Niklas Hoffmann  | 280.000            | Hans Sarpei, Frederick Lau  |
| In der Muckibude taucht ein neuer Sportler (Hans Sarpei) auf, der Sol die Show stiehlt und Hardy zum begeisterten Sportler macht. Als Sol herausfindet, dass der Neue Balletttänzer ist, will er ihn damit diskreditieren. Dies schlägt fehl und endet in einem Boxwettkampf der beiden. Sol geht allerdings mit dem ersten Schlag k. o. Bei Madita zieht derweil ihr neuer Freund ein, ein Polizist. |           |               |                    |                   |                                  |                    |                             |
| 6 | 5         | Hund          | 19. Apr. 2016      | Jan Markus Linhof | Benjamin Seiler, Niklas Hoffmann | 340.000            | Frederick Lau               |
| Volkan drückt Sol einen aggressiven Kampfhund zur Pflege auf, doch der haut ab. Die Suche sorgt für einigen Trubel im Block. Bevor sie den Hund finden können, jubeln sie Volkan aus Angst einen anderen zahmen Hund unter, den sie einer Familie entwendeten – diese geht am Ende dafür mit dem Kampfhund heim. Lisa lässt sich währenddessen ein Intim-Tattoo stechen. Doch als ein Bild ihres Tattoos die Runde in allen Netzwerken macht, will sie vom Hochhaus springen. Jessica kann sie mit Jeremy davon abbringen. |           |               |                    |                   |                                  |                    |                             |
| 7 | 6         | Überfall      | 26. Apr. 2016      | Jan Markus Linhof | Niklas Hoffmann                  | 460.000            | Frederick Lau, Celo & Abdi  |
| Das Gesundheitsamt schließt Hardys Pizzeria. Volkan sorgt dafür, dass dies nicht geschieht, weshalb Hardy in seiner Schuld steht und mit ihm einen Einbruch in eine Spielothek begehen soll. Sol macht den Führerschein, weil er eifersüchtig auf den Hausverwalter ist, der Jessica mehrfach heimfährt. Damit Jessica nicht zukünftig für Küppers arbeitet, bringt er seine Mutter dazu, sich für die Stelle zu bewerben. Madita bekommt die Stelle, doch Jessica hat bereits ihre derzeitige Arbeit gekündigt. Während seiner Fahrprüfung wird Sol zum Fluchtwagenfahrer der Einbrecher. Aber die Beute ist mit einer Farbbombe gesichert, wodurch alles damit endet, dass Sol, Hardy, Ronald und Volkan ins Gefängnis kommen. |           |               |                    |                   |                                  |                    |                             |

### Staffel 2
| Nr. (ges.) | Nr. (St.) | Originaltitel    | Erstausstrahlung D | Regie             | Drehbuch                         | Zuschauer (ZDFneo) | Gaststar                                        |
| ---------- | --------- | ---------------- | ------------------ | ----------------- | -------------------------------- | ------------------ | ----------------------------------------------- |
| 8          | 1         | Comeback         | 27. März 2018      | Jan Markus Linhof | Niklas Hoffmann, Rafael Parente  | 350.000            | Katy Karrenbauer                                |
| 9          | 2         | Geißbock         | 3. Apr. 2018       | Jan Markus Linhof | Niklas Hoffmann, Rafael Parente  | —                  | —                                               |
| 10         | 3         | Elterninitiative | 10. Apr. 2018      | Jan Markus Linhof | Niklas Hoffmann, Rafael Parente  | 390.000            | Nadja Becker, Tim Wilde                         |
| 11         | 4         | Schicksal        | 17. Apr. 2018      | Jan Markus Linhof | Alexis Weinlein                  | —                  | —                                               |
| 12         | 5         | Security         | 24. Apr. 2018      | Jan Markus Linhof | Benjamin Seiler                  | 250.000            | —                                               |
| 13         | 6         | Abschied         | 1. Mai 2018        | Jan Markus Linhof | René Schweitzer, Alexis Weinlein | —                  | Sami Nasser                                     |
| 14         | 7         | Lottoking        | 8. Mai 2018        | Cüneyt Kaya       | Niklas Hoffmann, Jakob Schreier  | 380.000            | Giwar Hajabi, Afrob, Pit Bukowski               |
| 15         | 8         | Hochzeit         | 15. Mai 2018       | Cüneyt Kaya       | Niklas Hoffmann, Andreas Schaap  | —                  | Sido, Oliver Konietzny, Burak Yiğit             |
| 16         | 9         | Talent           | 22. Mai 2018       | Cüneyt Kaya       | Benjamin Seiler                  | —                  | —                                               |
| 17         | 10        | Bürgermaster     | 29. Mai 2018       | Cüneyt Kaya       | Alexis Weinlein                  | 390.000            | Frederick Lau                                   |
| 18         | 11        | Kokain           | 5. Juni 2018       | Cüneyt Kaya       | Niklas Hoffmann                  | —                  | Pit Bukowski                                    |
| 19         | 12        | Sperma           | 12. Juni 2018      | Cüneyt Kaya       | Niklas Hoffmann                  | —                  | Sido, Livia Matthes, Steffen Will, Robert Dölle |

## DVD-Veröffentlichung
Am 20. Mai 2016 wurde die erste Staffel auf DVD veröffentlicht. Eine Soundtrack-CD und die Pilotfolge sind als Bonus enthalten.

## Rezeption
Die Kritiken fielen gemischt aus:

„[...] Kitsch ist ‚Blockbustaz‘ nun wirklich nicht, eher Armutspornografie mit imaginären Dosenlachern. [...] Das Konzept, mit Eko Fresh und Ferris MC [...] zwei Nichtschauspieler zu besetzen und damit das Gegenteil von Künstlichkeit zu erzeugen, geht nicht immer auf. Aber auch Joyce Ilg als Jessica und Andreas Hoppe als Säufervater kämpfen mit den ungelenken Drehbüchern von Niklas Hoffmann, die es bei aufdringlich behaupteter Lustigkeit belassen.“

„Das Beste an dieser überdrehten Milieudraufsicht sind noch die Beleidigungen. [...] Besonders in der Bloßstellung deutschen Beamtentums entwickelt die Serie eine ungeahnte Liebe zur Klischeeüberhöhung. [...] Die Serie begnügt sich jedoch mit dem nächstbilligen Kalauer. Um die dargestellten Lebensbedingungen schert sie sich nicht.“

„‚Blockbustaz‘ bietet Comedy mit vielen Slapstick-Elementen. [...] Das Format ist speziell auf Jugendliche zugeschnitten, ein Lacher folgt dem anderen. Lediglich Sols ‚dies, das‘ am Ende jedes zweiten Satzes klingt schon sehr nach erzwungenem Jugend-Slang. Dafür glänzt Cosima Henman als Jessicas Schwester Lisa mit der authentischen Imitation einer unreifen Problemschülerin aus dem Block.“